# Barwienie metodą Grama
Metoda Grama – metoda barwienia bakterii. Pozwala doświadczalnie zróżnicować te organizmy na dwie duże grupy (Gram-dodatnie i Gram-ujemne) ze względu na różnice w budowie ściany komórkowej oraz, co za tym idzie, także pewne różnice w fizjologii i podatności na leki.
Została opracowana w 1884 przez Duńczyka, Hansa Christiana Grama (1853–1938).

## Schemat barwienia
- na odtłuszczone szkiełko podstawowe nanieść kroplę hodowli płynnej lub w przypadku hodowli stałej nanieść 1-2 krople soli fizjologicznej i wykonać rozmaz
- szkiełko z rozmazem pozostawić do całkowitego wyschnięcia, po czym preparat utrwalić (dzięki temu procesowi jest łatwiejsze wnikanie barwnika do wnętrza komórki):
  - fizycznie: trzykrotne przesunięcie nad płomieniem palnika;
  - chemicznie: poprzez użycie np.: formaliny lub etanolu z domieszką eteru;
- utrwalony preparat zalewać nad rynienką roztworem fioletu krystalicznego z dodatkiem 1-2% fenolu[1]
- odczekać 60 sekund do 3 minut[1]
- tryskawką delikatnie zmyć barwnik
- zalać preparat jodyną lub płynem Lugola
- odczekać 30 sekund do 2 minut[1]
- ostrożnie odbarwić całość w etanolu przez ok. 10-20 sekund
- spłukać preparat wodą destylowaną
- dobarwić innym barwnikiem, np. safraniną czy fuksyną zasadową przez ok. 30 sekund
- dobrze spłukać preparat wodą destylowaną i po wyschnięciu oglądać pod mikroskopem

## Mechanizm barwienia
1. Komórki bakteryjne, zarówno gramdodatnie, jak i gramujemne, zabarwiają się fioletem krystalicznym.
2. Dodanie płynu Lugola powoduje, że fiolet reaguje z jodem, w wyniku czego tworzą się stosunkowo duże kompleksy złożone z barwnika i jodu. Na tym etapie obydwa typy komórek mają zabarwienie fioletowe.
3. Płukanie w alkoholu powoduje, że w komórkach Gram-dodatnich następuje zmniejszenie pustej przestrzeni w wielowarstwowych ścianach komórkowych, mających wygląd wielu (ok. 50) nałożonych na siebie siatek. W rezultacie kompleksy fioletu krystalicznego z jodem nie mogą ulec wypłukaniu, co w przypadku 1–2 warstw u bakterii Gram-ujemnych nie jest przeszkodą i alkohol świetnie wypłukuje barwnik. Możliwe też, że kompleks fiolet-jod łączy się trwale z kompleksem rybonukleinianu magnezu (niedobór magnezu może powodować barwienie na czerwono bakterii zasadniczo Gram-dodatnich) i zasadowego białka, które są obecne w ścianie bakterii Gram-dodatnich w dużych ilościach[1] lub bardziej ujemnie naładowana (inny punkt izoelektryczny) ściana Gram-dodatnich silniej wiąże zasadowy fiolet[1].
4. Po zakończonym płukaniu komórki Gram-dodatnie są fioletowe, zaś Gram-ujemne – bezbarwne.
5. Dodatkowy barwnik (np. safranina lub fuksyna) barwi komórki Gram-ujemne na różowo lub czerwono, nie zmieniając barwy komórek Gram-dodatnich.

## Efekt barwienia Grama
W efekcie wyżej przedstawionych działań i opisanego mechanizmu komórki efekty mogą być czworakie:
- bakterie barwiące się na kolor ciemnofioletowy, prawie czarny, określa się jako Gram-dodatnie (Gram +)[2]
- bakterie odbarwiające się pod wpływem etanolu z koloru ciemnofioletowego na kolor różowy, określa się jako Gram-ujemne (Gram −)[2]
- bakterie niebarwiące się standardową metodą Grama[2], np. prątki (są trudnobarwliwe – można je wybarwić poprzez wydłużenie czasu dla fioletu krystalicznego i płynu Lugola),
- bakterie Gram-zmienne[2], np. Gardnerella vaginalis.

Efekt barwienia zależy od podłoża i wieku hodowli:
- starsze hodowle Clostridium mogą barwić się Gram-ujemnie (normalnie są one Gram-dodatnie)[1]
- kiełkujące przetrwalniki (i pierwsze pokolenie po wykiełkowaniu) Bacillus subtilis barwią się Gram-ujemnie (normalnie są one Gram-dodatnie)[1]